# 40 (album)
40 – debiutancki solowy album studyjny polskiego wokalisty Piotra Cugowskiego. Wydawnictwo ukazało się 4 października 2019 roku nakładem wytwórni muzycznej Sony Music Entertainment Poland.
Album zadebiutował na 11. miejscu polskiej listy sprzedaży – OLiS, a w 2022 uzyskał certyfikat złotej płyty za sprzedaż ponad 15 tysięcy kopii.

## Lista utworów
Opracowano na podstawie materiału źródłowego
| Nr  | Tytuł utworu                   | Słowa                          | Muzyka                               | Długość |
| --- | ------------------------------ | ------------------------------ | ------------------------------------ | ------- |
| 1.  | „Nowy ja”                      | Piotr Cugowski, Tomasz Organek | Piotr Cugowski                       | 4:36    |
| 2.  | „Kto nie kochał”               | Wojciech Byrski                | Marcin Trojanowicz, Piotr Cugowski   | 3:28    |
| 3.  | „Przymierze wrogów”            | Piotr Cugowski                 | Jarosław Chilkiewicz, Piotr Cugowski | 3:06    |
| 4.  | „Zostań ze mną”                | Piotr Cugowski                 | Jarosław Chilkiewicz, Piotr Cugowski | 3:16    |
| 5.  | „Samosąd”                      | Piotr Cugowski                 | Jarosław Chilkiewicz, Piotr Cugowski | 3:26    |
| 6.  | „Daj mi żyć”                   | Tomasz Organek                 | Jan Borysewicz                       | 3:45    |
| 7.  | „Przez sen”                    | Wojciech Byrski                | Jarosław Chilkiewicz, Piotr Cugowski | 3:07    |
| 8.  | „Trujący bluszcz”              | Olek Różanek, Piotr Cugowski   | Jarosław Chilkiewicz, Piotr Cugowski | 3:36    |
| 9.  | „Takich jak my nie znał świat” | Wojciech Byrski                | Piotr Cugowski                       | 4:09    |
| 10. | „Oddajcie moją wolność”        | Piotr Cugowski, Tomasz Organek | Piotr Cugowski                       | 4:05    |
|     |                                |                                |                                      | 36:34   |